# Décennie 1260 en arts plastiques
Cette page concerne les années 1260 en arts plastiques.

## Naissances
- 1260 : Filippo Tesauro – peintre italien actif principalement à Naples (mort en 1320).
- 1262 : Guan Daosheng, peintre chinoise (morte en 1319)
- 1267 : Giotto di Bondone, peintre et architecte italien (mort en 1337)
- 1269 : Huang Gongwang, peintre chinois (mort en 1354)

## Décès
- 1262 : Chen Rong, peintre chinois de la dynastie des Songs du Sud (né en 1235).
- 1265 : Fujiwara no Nobuzane, peintre japonais (né en 1176).
- 1269 : Muqi Fachang,  moine bouddhiste et peintre chinois (né en 1210).